# Liste der Mitglieder der National Academy of Sciences/1925
Im Jahr 1925 wählte die National Academy of Sciences der Vereinigten Staaten 18 Personen zu ihren Mitgliedern.

## Neugewählte Mitglieder
- Niels Bohr (1885–1962)
- William Coolidge (1873–1975)
- Reginald Daly (1871–1957)
- Edward M. East (1879–1938)
- Arthur Eddington (1882–1944)
- Adolph Engler (1844–1930)
- Charles A. Kraus (1875–1967)
- Solomon Lefschetz (1884–1972)
- Ralph Modjeski (1861–1940)
- Charles Parsons (1854–1931)
- Walter Pillsbury (1872–1960)
- Florence R. Sabin (1871–1953)
- Frederick Saunders (1875–1963)
- Charles E. Schneider (1868–1942)
- James P. Smith (1864–1931)
- Hans Spemann (1869–1941)
- Elmer A. Sperry (1860–1930)
- Harry G. Wells (1875–1943)